# Polad Bülbüloğlu
Polad Bülbüloğlu (en russe : Полад Бюль-Бюль Оглы) est un chanteur, acteur, homme politique et diplomate soviétique puis azerbaïdjanais, né le 4 février 1945 à Bakou (alors en république socialiste soviétique d'Azerbaïdjan). 
Polad Bülbüloğlu est devenu célèbre en Union soviétique notamment grâce à ses compositions pop aux influences jazz, où les sonorités folk sont particulièrement ressenties en russe et en azéri. Il a également chanté ses propres chansons. Trois de ses chansons ont été élues Chanson de l'Année et lui ont valu plusieurs prestigieuses récompenses en Union soviétique. Bülbüloğlu se présente comme un véritable chanteur ténor lyrique.
Dans les années 1990, après le succès de la nouvelle version de sa chanson Gəl Ey Səhər (Viens, ô matin), en Turquie et sa série de concerts à guichets fermés en Russie, Bülbüloğlu s'est lancé dans une carrière politique. Il devient alors ministre de la Culture de l'Azerbaïdjan et devient ambassadeur d'Azerbaïdjan en Russie.

## Biographie
Polad Murtuza oğlu Məmmədov est né le 4 février 1945 à Bakou, alors en en RSS d'Azerbaïdjan. Son père, Bulbul (1897-1961), était un célèbre chanteur d'opéra, originaire de Choucha, qui a communiqué sa passion pour la musique à Polad dès son plus jeune âge. Sa mère, Adelaida Mammadova (née Gasimova, 1922-2015), native de Batoumi, directrice du Musée Bulbul jusqu'à sa mort, était la fille de Rza Gasimov — fils d'un marchand Azeri d'Erevan — et de son épouse Ketevan, qui appartenait à la noble famille géorgienne Vezirishvili,. Polad a d'abord étudié le piano dans une école de musique, puis a étudié la composition à l'Académie de musique de Bakou, auprès de Gara Garayev. À l'âge de 17 ans, il avait déjà composé plusieurs chansons, interprétées par des professionnels de la chanson, ainsi que des compositions pour son ami Muslim Magomayev. Le talent de chanteur de Bülbüloğlu a été découvert lors d'un voyage à Moscou avec Muslim Magomayev, où Bülbüloğlu a enregistré ses propres chansons dans la langue azerbaïdjanaise.
Dans sa carrière, Bülbüloğlu a créé un nouveau courant musical en Union soviétique, en combinant sonorités modernes et sonorités traditionnelles azerbaïdjanaises. Il a donné des représentations dans tout l'URSS et à travers le monde entier. En 1982, Bülbüloğlu est élu « artiste national de la RSS d'Azerbaïdjan ». Il a participé au programme télévisé de la Chanson de l'Année de l'Union soviétique et a remporté le premier prix à quatre reprises. Ses chansons ont été interprétées, entre autres, par Muslim Magomayev, Joseph Kobzon et Lev Lechtchenko.
En 1969, Bülbüloğlu devient membre de l'Union des compositeurs ainsi que membre de l'Union des cinéastes de l'Union soviétique. Il a composé des bandes sons pour plus de vingt longs métrages et a obtenu des rôles importants dans plusieurs d'entre eux. Parmi d'autres, il a notamment travaillé avec le réalisateur russe Eduard Smolny. Bülbüloğlu a une étoile à son nom au parc des Interprètes à Moscou, inauguré en 2000. Il a également reçu son doctorat d'histoire de l'art de l'Académie nationale de la culture d'Azerbaïdjan et donne aujourd'hui des cours à l'université d'État de la culture et des arts.
Le fils de Polad Bülbüloğlu, Teimur Polad oğlu Bülbül, né en 1975, est musicien dans l'Orchestre symphonique Tchaïkovski de la Radio de Moscou et un artiste émérite de la fédération de Russie.
En 2017 Polad Bülbüloğlu a reçu le titre d'artiste du peuple par le président du Turkménistan Gurbanguly Berdimuhamedow. La même année, il est candidat au poste de directeur général de l'UNESCO. C'est finalement la française Audrey Azoulay qui est élue.

## Carrière politique

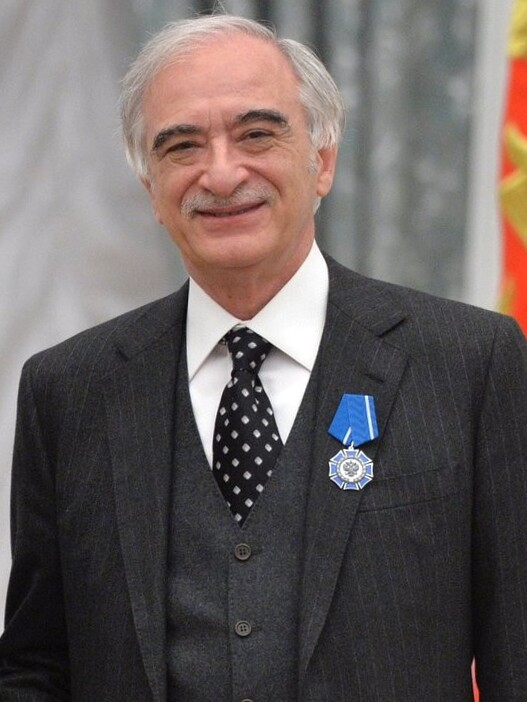
Polad Bülbüloğlu décoré de l'Ordre de l'Honneur, en Russie, en 2015.

Bülbüloğlu était à la tête de la RSS d'Azerbaïdjan Scène Ensemble (depuis 1976) et de l' Azerbaïdjan, de l'Orchestre philharmonique national pendant plusieurs années (depuis 1987), et devient en 1988, ministre de la Culture, de la RSS d'Azerbaïdjan. En 1995, il rejoint l'Assemblée nationale de l'Azerbaïdjan.

## Récompenses
- Prix national de la Paix et le Progrès du Kazakhstan (2010) – pour sa contribution à la paix et à la résolution de problèmes culturels dans le monde turcophone.
- Ordre international des Patrons du Siècle (2006) – pour ses incroyables accomplissements en matière de diplomatie.
- Ordre de l'Amitié de Russie (2005) – pour le développement des liens culturels entre la Russie et l'Azerbaïdjan
- Azerbaïdjan ordre de l'Indépendance (2005) – pour son effort de développement de la culture Azéri
- Ordre de l'Honneur de Géorgie - (2002)
- Chanson de l'Année (1980 – Tell Your Eyes, 1979 – Beloved Country, 1978 – I am In Love, 1977 – Will Be Delighted by the Sun Again)
- Ordre de l'Honneur (2015)

### Titres
- Artiste du peuple de la RSS d'Azerbaïdjan (1982)
- Om emerit al Republicii Moldova (2005)
- Artiste du peuple de Turkménistan (2017)

## Filmographie
| Année                      | Titre                                      | Titre en russe          | Rôle     |
| -------------------------- | ------------------------------------------ | ----------------------- | -------- |
| 2014                       | Ne vous Inquiétez pas, je suis Avec Vous 2 | Не бойся, я с тобой 2   | Teimur   |
| 2006                       | Parc d'une Ère Soviétique                  | Парк советского периода | Lui-même |
| 1981                       | Ne vous Inquiétez pas, je suis Avec Vous   | Не бойся, я с тобой     | Teimur   |
| 1973                       | Sur les Ailes de la Chanson                | На крыльях песни        |          |
| 1970                       | Les rythmes de la Abşeron                  | Ритмы Апшерона          |          |
| 1970                       | "Margaret" Tempêtes                        | Бушует «Маргарита»      |          |
| 1966                       | Contes de la Forêt russe                   | Сказки русского леса    |          |
| 1954                       | À la bien-Aimée Nation                     | Родному народу          |          |
| Source: kino-teatr.ru (ru) |                                            |                         |          |